# Curtis Gates Lloyd

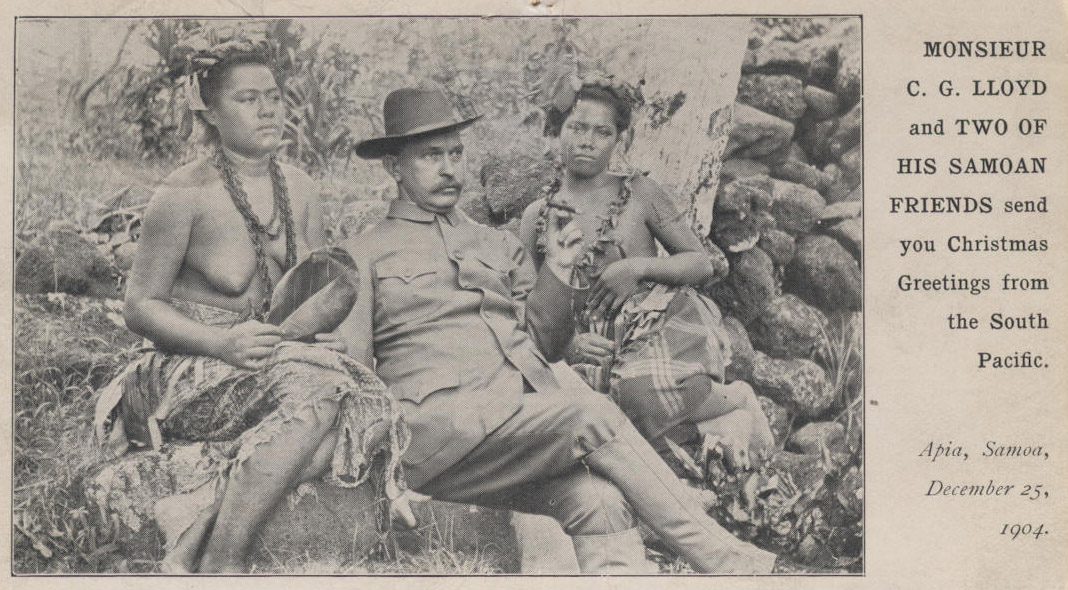
Lloyd en una expedición a Samoa en 1904.

Curtis Gates Lloyd (Florence, 17 de julio de 1859 – Cincinnati, 11 de noviembre de 1926) fue un micólogo estadounidense conocido por sus investigaciones sobre setas gasteromicetas. Tuvo un herbario con más de 59 000 ejemplares de hongos, y describió más de mil nuevas especies de ellos. Junto con sus dos hermanos, John Uri y Nelson Ashley, fundó la Lloyd Library and Museum (Biblioteca y Museo Lloyd) en Cincinnati.

## Biografía

### Primeros años
Fue el tercer hijo de Nelson Marvin y Sophia Webster Lloyd. Su familia se trasladó a Crittenden, en 1867, donde Lloyd vivió hasta los 18 años. Allí fue donde conoció al Dr. John King, médico y director del American Dispensatory; la estrecha amistad que entablaron ayudó a impulsar el interés de Lloyd en la botánica.

### Carrera
En asociación con su hermano John Uri, comenzó la publicación de Drugs and Medicines of North America, una publicación trimestral que se hizo popular en los campos de la botánica y medicina. Dos años más tarde, él y sus dos hermanos se convirtiron en propietarios del Lloyd Brothers Manufacturing Pharmacists; la especialidad de Lloyd fue la investigación de farmacéuticos en plantas medicinales. Su interés por la micología comenzó tras una reunión con el profesor A. P. Morgan en 1887. Poco después, dirigió su atención al estudio de los gasteromicetos, luego de hacer excursiones a diversos lugares, y la recolección de más especímenes para su creciente herbario personal. A principios de 1900, Lloyd estableció oficinas en Kew, Londres y París.
Comenzó a publicar sus hallazgos micológicos, y rápidamente se forjó una reputación por sus opiniones sobre el uso de los nombres personales en la identificación de los hongos. También se hizo muy conocido por publicar diatribas contra la convención de citar el nombre del autor después del nombre genérico y epíteto específico de las plantas y los hongos, una práctica a la que él llamó «species-grinding» (literalmente, moler especies). En 1926, por deficiencias en la vista, se vio obligado a retirarse, y volvió a Crittenden, donde vivió hasta su muerte el 6 de noviembre de 1926, debida a complicaciones de la diabetes. Hizo que la mayor parte de su riqueza fuera una dotación para la Lloyd Library and Museum.

## Obra
Publicó 26 números en The Bulletin of the Lloyd Library; seis de ellos fueron escritos por él sobre temas micológicos. También, 75 números de Mycological Notes en un período de 28 años (1898-1925). En algunas de sus publicaciones firmó con el seudónimo «C. G. McGinty», o «N. J. McGinty».
- (1917). «Notes on the Xylarias». Mycological Writings (Myc. Notes No 51) 5: 724–725.
- (1917). «The globose Xilarias». Mycological Writings (Myc. Notes No 51) 5: 727-728.
- (1917). «Rare or interesting fungi». Mycological Writings (Myc. Notes No 51) 5: 729–732.
- (1917). «Aleurodiscus vitellinus». Mycological Writings (Myc. Notes No 52) 5: 736–737, 1 fig.
- (1917). «Letter No. 65. March 1917». Mycological Writings 1–16.
- (1917). «The genus Cyttaria». Mycological Writings No. 48 5: 671–674.
- (1917). «Puerto Rican collections». Mycological Writings 5: 675–676, 6 figs.
- (1917). «Puerto Rican collections (letter 66: 6, l0)». Mycological Writings 5: 726, 3 figs.
- (1918). «Puerto Rican collections (letter 67: 9, 68: 6, 12)». Mycological Writings 5.
- (1919). «Rare or interesting fungi received from correspondents». Mycological Writings (Myc. Notes No 57) 5: 816–828.
- (1920). «Mycological notes no. 64». Mycological Writings 6: 985–1029.
- (1921). Mycological Notes. 6: 1–1101.
- (1921). «Puerto Rican collections (Fink)». Mycological Writings 6: 1044, 1071–1072, 1 fig.
- (1922). Mycological Notes. 7 (2): 1135–1168.
- (1922). «Puerto Rican collections (Chardón)». Mycological Writings 7: 1114, 1123.
- (1923). «Novel and noteworthy specimens received from correspondents». Index of the Mycological Notes 7: 1105–1364.
- (1925). «Puerto Rican collections (Tucker)». Mycological Writings 7: 1353, 1354, 5 figs.

## Honores

### Eponimia
Géneros
- Lloydella Bres. 1901 sin.= Lopharia Kalchbr. & MacOwan, 1881

- Lloydia C.H.Chow, 1935, non Salisb., 1812 sin. = Lysurus Fr. 1823

- Sinolloydia C.H.Chow, 1936 nom. nov. sin.= Lysurus Fr. 1823

Especies
- Amauroderma lloydii Pat. & Har. 1912 sin.= Humphreya lloydii (Pat. & Har.) Steyaert, 1972

- Calvatia lloydii Zeller & Coker, 1947 sin. = Handkea lloydii (Zeller & Coker) Kreisel, 1989

- Cordyceps lloydii H.S.Fawc., 1886 sin.= Ophiocordyceps lloydii (H.S.Fawc.) G.H.Sung, J.M.Sung, Hywel-Jones & Spatafora, 2007

- Corticium lloydii Bourdot & Galzin, 1928, non Bres. 1927 sin.= Aphanobasidium lloydii (Bourdot & Galzin ex Liberta) Jülich, 1979

- Daldinia lloydii Y.M.Ju, J.D.Rogers & F.San Martín, 1997 nom. nov.

- Fomes lloydii Cleland, 1936 sin= Inonotus lloydii (Cleland) P.K.Buchanan & Ryvarden, 1993

- Tulostoma lloydii Bres. 1904
- La abreviatura «Lloyd» se emplea para indicar a Curtis Gates Lloyd como autoridad en la descripción y clasificación científica de los vegetales.[11]